# Oberramsern
Oberramsern (toponimo tedesco) è una frazione di 87 abitanti del comune svizzero di Messen, nel Canton Soletta (distretto di Bucheggberg).

## Storia

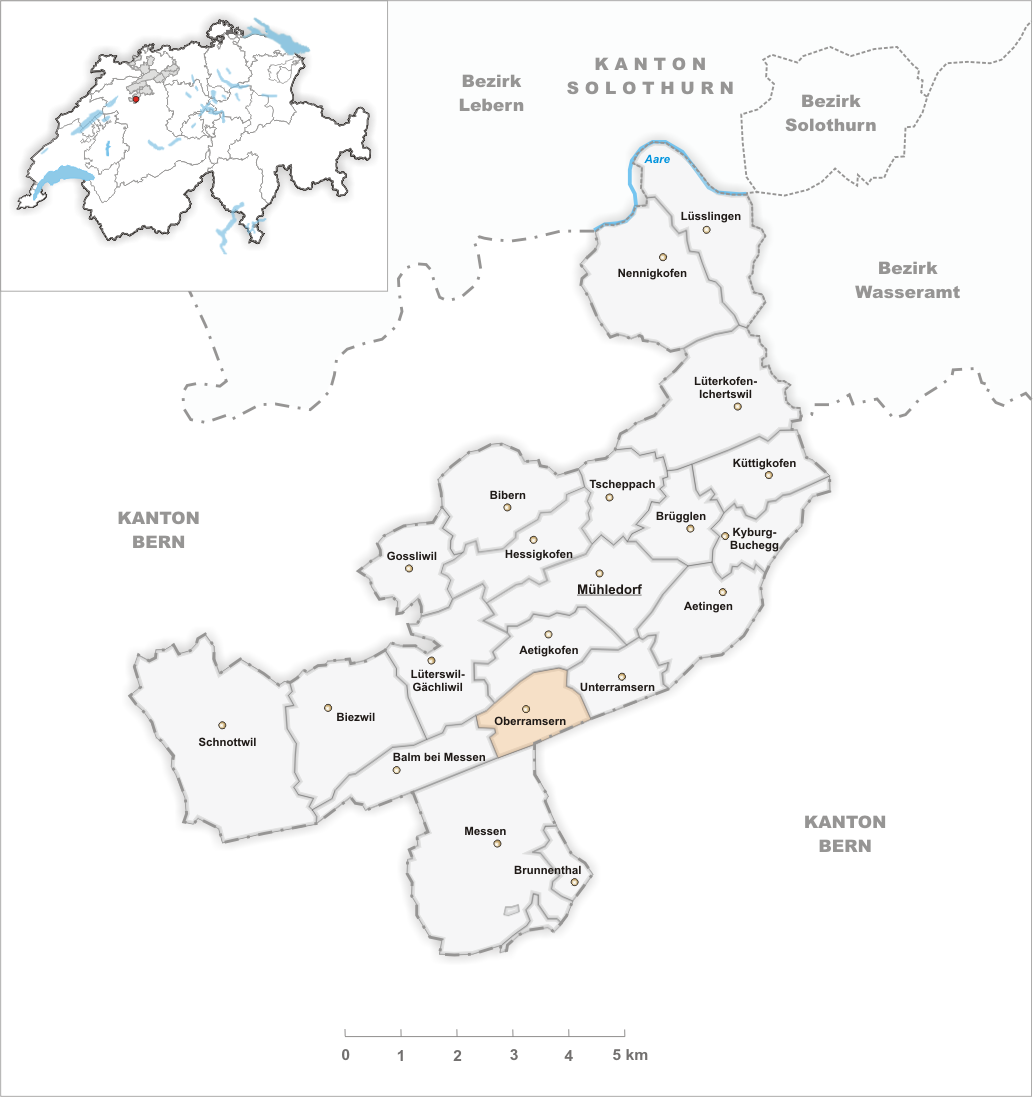
Il territorio del comune di Oberramsern prima degli accorpamenti comunali del 2010

Fino al 31 dicembre 2009 è stato un comune autonomo che si estendeva per 1,77 km²; il 1º gennaio 2010 è stato accorpato al comune di Messen assieme agli altri comuni soppressi di Balm bei Messen e Brunnenthal.